# Rosario Sansores
Rosario Sansores Prén (Mérida, Yucatán; 25 de agosto de 1889 — Ciudad de México; 7 de enero de 1972) fue una poetisa mexicana, conocida por obras como «Cuando tú te hayas ido», poema que sirvió de base al pasillo «Sombras», musicalizado por el compositor ecuatoriano Carlos Brito Benavides. 
Nació en un hogar acaudalado, hija de Juan Ignacio Sansores Escalante y Laura Prén Cámara, quienes intentaron disuadirla de escribir poesía a corta edad. A los catorce años se casó con el cubano Antonio Sangenis y se mudó a La Habana, donde vivió por veintitrés años. Durante el tiempo que vivió en Cuba se dedicó a escribir artículos sobre temas sociales en periódicos y revistas. En 1911 empezó a publicar sus libros de poesía, la mayoría firmados con seudónimos.
En 1918, cuando tenía veintinueve años, falleció su esposo. Publicó posteriormente obras de poesía como Mientras se va la vida (1925) y Rutas de emoción (1954). Sansores se declaraba contraria a las tendencias modernas de la poesía (de mediados del siglo XX), y se declaraba cursi:

Sí, sí, la gente dice que soy cursi. Imagínate si no voy a saberlo. Pero no me preocupa. Al contrario, me halaga. La gente que sabe que soy cursi demuestra que me ha leído, y eso es lo único que importa.

Volvió a México en 1932 con sus dos hijas, y específicamente a la capital, en donde fue columnista de la sección de sociales en los periódicos Hoy y Novedades. En 1933 publicó el poemario La novia del sol, que incluyó 104 poemas entre los que destacó «Cuando tú te hayas ido». Años más tarde el poema fue leído por el compositor ecuatoriano Carlos Brito Benavides, quien musicalizó la letra para crear «Sombras».
A pesar de que sus poemas sirvieron de base para la creación de numerosas canciones en América del Sur —especialmente en Ecuador y Colombia—, Rosario Sansores visitó en muy pocas ocasiones aquellas tierras. De hecho, en Ecuador sólo estuvo una vez, en 1967, cuando fue invitada de honor de la Asociación de Periodistas de Guayaquil, recibió un premio literario y fue declarada poetisa de oro por el presidente Otto Arosemena. En España, el maestro Enrique Belenguer Estela musicó el poema Nostalgia, componiendo una canción para tenor y piano.